# Klaviersonate Nr. 5 (Skrjabin)

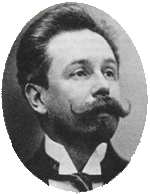
Alexander Skrjabin um 1900

Die einsätzige 5. Klaviersonate op. 53 des russischen Komponisten und Pianisten Alexander Skrjabin (1872–1915) ist 1907 entstanden.

## Entstehung
Die Komposition der 5. Klaviersonate op. 53 erfolgte Ende 1907, trotz der niedrigeren Opuszahl kurz nach Vollendung des Orchesterwerkes Le Poème de l’Extase op. 54. Der innere Zusammenhang beider Werke wird dadurch deutlich, dass Skrjabin dem Notentext der Sonate (die er anfangs auch als „Poem“ bezeichnete) ein Motto voranstellte, das dem umfangreichen Gedicht Le Poème de l’Extase entstammt, das in enger Verbindung zu seinem op. 54 entstanden war. Es lautet in der Übersetzung des französischen Originals:
Ich rufe euch zum Leben auf,
Verborgene Bestrebungen!
Ihr in dunklen
Tiefen des schaffenden
Geistes versunkenen,
Ihr ängstlichen Keime des Lebens,
Kühnheit bringe ich euch.
Da Skrjabin der Ansicht war, sein bisheriger Hauptverlag, der Musikverlag M. P. Belaieff, zahle ihm zu niedrige Honorare, erschien neben anderen Klavierstücken dieser Zeit auch die 5. Sonate 1908 im Selbstverlag (wegen des hohen Aufwandes und finanzieller Verluste kam er aber bald wieder von dieser Vorgehensweise ab). Die Uraufführung der 5. Klaviersonate fand am 18. November 1908 in Moskau durch den Pianisten Mark Meitschik statt.

## Charakterisierung
Die einsätzige Sonate mit der Bezeichnung Allegro. Impetuoso. Con Stravaganza hat eine Aufführungsdauer von etwa 11 bis 12 Minuten.
Dem 471 Takte umfassenden Werk liegt eine erweiterte Sonatensatzform zugrunde. Der üblichen Abfolge (Exposition, Durchführung, Reprise) ist ein Prolog mit eigenem thematischem Material vorgeschaltet, das auch in der Durchführung aufgegriffen wird. Das erste Prologmotiv, eine in tiefer Lage beginnende Trillerfiguration, die in zunehmendem Accelerando bis in den Diskant des Klaviers aufschnellt, beschließt wiederum das Werk.
Der selbstbewusste Gestus der Sonate mit ruf- und signalartigen Motiven – daneben gibt es auch lyrisch-sehnsuchtsvolle (languido) Passagen – wird durch Vortragsbezeichnungen wie „imperioso“, „quasi trombe imperioso“, „presto giocoso“ oder „estatico“ unterstrichen. Sie ist zugleich die letzte der insgesamt 10 (nummerierten) Klaviersonaten Skrjabins, deren Tonart (Fis-Dur) noch aus den Vorzeichen erahnbar ist.